# Dialekt terski
Dialekt terski (słoweń. tersko narečje, terščina) – najbardziej wysunięty na zachód dialekt słoweński, należący do grupy dialektów przymorskich, używany we włoskim regionie Friuli-Wenecja Julijska nad rzeką Torre (słoweń. Ter). Dialekt ten jest zachowany tylko szczątkowo. Bogaty wkład w badania nad dialektem terskim miały materiały zebrane przez Jana Niecisława Baudouina de Courtenaya.
Dialekt terski jest szczególnie bliski dialektowi briskiemu i nadiskiemu, wraz z którymi tworzy grupę dialektów weneckich języka słoweńskiego. Wykazuje także wiele nawiązań do dialektu rezjańskiego.

## Cechy językowe
Do charakterystycznych cech fonetyki dialektu terskiego należą:
- przejście prasłowiańskich *ę, *ǫ w sylabach długich w wąskie ẹ̄, ọ̄, np. zệc, zộb < psł. *zajęcь, *zǫbъ[4],
- rozwój długiego sonantycznego *l̥ w ọu̯ (wobec ū w dialekcie briskim i nadiskim), a krótkiego w u, np. pọ̏u̯n, wọ̏u̯k, buχȁ < psł. *pĺ̥nъ, *vĺ̥kъ, *blъχa[3],
- zachowanie ć i šć, np. rećẹ̏, sjȅć < psł. *reťi, *sěťi[5],
- przejście -m > -n na końcu wyrazu, np. já-ren < psł. *ja grędǫ ‘idę’[5],
- mieszanie -ọ i -u w wygłosowych zgłoskach nieakcentowanych, np. májọ~máju ‘mają’, słoweń. imajo[3],
- częste akanie, tj. przejście nieakcentowanych ẹ, lokalnie też o, w a, np. valȉk, taȁ, patọ̏k, wadȁ, kakȕọš, por. słoweń. vélik, téga, pótok, vóda, kokộš[3].

Do cech morfologii dialektu terskiego, które odróżniają go od innych dialektów słoweńskich, należą:
- niejasnego pochodzenia końcówka dopełniacza liczby mnogiej -ẹ́, pierwotnie w rzeczownikach żeńskich, np. ọu̯cẹ́, ale szerząca się też do rzeczowników męskich, np. vọu̯kẹ́, por. słoweń. ovac, volkov[3],
- w rzeczownikach zanik kategorii liczby podwójnej, jeśli nie liczyć form mianownika i biernika[6],
- nawiązująca do dialektu rezjańskiego, zaświadczona już w XV wieku forma liczebnika dvarệdi ‘20’, a także liczenie dwudziestkami[7],
- rozbicie systemu zaimków osobowych pod wpływem włoskim na zaimki samodzielne i wyrażające jedynie osobę i rodzaj czasownika, tak np. ja samodzielne i ji~jẹ w funkcji wskaźnika, np. já jẹ-nẹ-γrẹ́n vèć ‘ja nie pójdę więcej’; podobnie oni : ni~nẹ[3],
- powstały pod wypływem romańskim tryb łączący, tworzony za pomocą obowiązkowej partykuły ke i formy trybu rozkazującego[8], np. bi tiẹ́la, ke vi diẹ́lẹjta ‘chciałaby, abyście pracowali’ [9].

Charakterystycznym zjawiskiem w składni jest czas przyszły ze słowem ‘chcieć’, nieznany na ogół dialektom słoweńskim, za to typowy dla innych języków południowosłowiańskich, np. ću jitȉ ‘pójdę’. To zjawisko łączy dialekt terski z rezjańskim, por. rezjańskie ja ťȍn te ubu̯ȅt ‘zabiję cię’.
W słownictwie liczne są pożyczki friulskie, mniej liczne są włoskie, np. jéro ‘ksiądz’, uštír ‘oberżysta’, proibìt ‘zabronić’.
Pod wpływem włoskim dochodzi też często do substantywizacji bezokolicznika, który jest używany wraz z przyimkami. Podobne zjawisko jest spotykane w dialektach czakawskich i kajkawskich.